# Sự thật và phương pháp
Sự thật và Phương pháp (tiếng Đức: Wahrheit und Methode) là tác phẩm triết học lớn Hans-Georg Gadamer, xuất bản năm 1960. Trong Sự thật và Phương pháp, Gadamer triển khai khái niệm "thông diễn triết học" tương tự như trong tác phẩm Tồn tại và Thời gian của Martin Heidegger (1927).

## Tóm tắt
Gadamer rất quan tâm tới ý tưởng của các nhà thông diễn học lãng mạn như Friedrich Schleiermacher và tác phẩm của các nhà thông diễn học sau này như Wilhelm Dilthey . Ông bác bỏ mục tiêu khách quan không thể đạt được, và thay vào đó gợi ý rằng ý nghĩa được tạo ra thông qua giao tiếp liên chủ thể .
Mục tiêu triết học của Gadamer, như được giải thích trong Sự thật và Phương pháp, là để xây dựng khái niệm "thông diễn triết học", mà Heidegger trong Bản thể và Thời gian khởi xướng nhưng không được giải quyết thấu đáo. Mục tiêu của Gadamer là khám phá bản chất của nhận thức con người. Trong cuốn sách Gadamer đã lập luận rằng "sự thật" và "phương pháp" bất hòa với nhau. Ông phê phán hai cách tiếp cận tới khoa học nhân văn ( Geisteswissenschaften). Một mặt, ông phê phán các phương pháp tiếp cận hiện đại đối với nhân văn vì nó bắt chước theo khoa học tự nhiên (và do đó bắt chước theo các phương pháp khoa học nghiêm ngặt). Mặt khác, ông đã đưa ra vấn đề với cách tiếp cận truyền thống của Đức đối với nhân văn, được đại diện bởi Dilthey và Schleiermacher, những người tin rằng giải thích chính xác một văn bản có nghĩa là khôi phục ý định ban đầu của tác giả khi viết nó.
Trái ngược với cả hai cách này, Gadamer lập luận rằng mọi người có 'ý thức lịch sử' (wirkungsgeschichtliches Bewußtsein) và rằng chúng được nhúng vào lịch sử và văn hóa cụ thể đã định hình chúng. Do đó, việc giải thích một văn bản liên quan đến sự hợp nhất của những chân trời (Horizontverschmelzung) nơi mà các học giả tìm ra những phương thức mà lịch sử của văn bản ăn khớp với nền tảng của chính nó. Sự thật và Phương pháp không có ý định trở thành một tuyên bố có tính phương pháp về một phương pháp 'thông diễn' mới để diễn giải văn bản. Gadamer định biến Sự thật và Phương pháp thành một mô tả về những gì chúng ta luôn làm khi chúng ta diễn giải mọi thứ (ngay cả khi chúng ta không biết điều đó): "Mối quan tâm thực sự của tôi là mối quan tâm có tính triết học: không phải là những gì chúng ta làm hay chúng ta cần làm, mà là những gì ở ngoài và ở trên những mong muốn và hành động xảy đến với chúng ta".

## Tiếp nhận
Sự thật và Phương pháp được coi là kiệt tác của Gadamer, và đã ảnh hưởng đến nhiều triết gia và nhà xã hội học, đặc biệt là Jürgen Habermas . Trong phản hồi với Gadamer, nhà phê bình E.D. Hirsch, trong Giá trị và Diễn giải (1967), tái khẳng định cách tiếp cận truyền thống với diễn giải (tiếp nối Dilthey và Schleiermacher). Ông nhận thấy - trái ngược với Chân lý và Phương pháp - nhiệm vụ của giải thích bao gồm xây dựng lại ý định ban đầu của tác giả văn bản. Nhà phê bình George Steiner viết rằng mô hình hiểu về văn bản có sức ảnh hưởng của Gadamer "rõ ràng được phát triển từ khái niệm và thực hành ngôn ngữ của Heidegger." 